# Halorates
Halorates es un género de arañas araneomorfas de la familia Linyphiidae. Se encuentra en la zona paleártica y Sur de Asia.

## Lista de especies
Según The World Spider Catalog 12.0:
- Halorates concavus Tanasevitch, 2011
- Halorates reprobus (O. Pickard-Cambridge, 1879)
- Halorates sexastriatus Fei, Gao & Chen, 1997